# O Żydach i ich kłamstwach

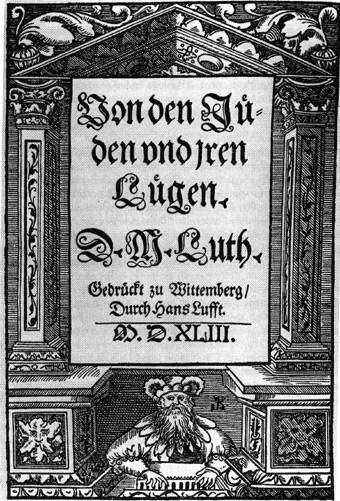
Pierwsze wydanie traktatu O Żydach i ich kłamstwach

O Żydach i ich kłamstwach (niem. Von den Jüden und iren Lügen) – traktat Marcina Lutra, wydany po raz pierwszy w 1543 przez drukarnię Hansa Luffta.

## Poglądy Lutra wobec Żydów
Początkowo Marcin Luter darzył Żydów sympatią. Gdy jednak zauważył, że nie są oni skłonni przejść na protestantyzm, zaczął ich poddawać ostrej krytyce, noszącej niejednokrotnie wyraźne znamiona antysemityzmu. Pierwsze antyżydowskie pismo Lutra powstało w 1538 (Pismo przeciwko Sabatyjczykom do dobrego przyjaciela).

## Treść rozprawy
Luter upatruje w Żydach przyczyny wszystkich nieszczęść, które od stuleci nękają chrześcijan. Określa Żydów jako leniwych i nieuczciwych, pisząc: „[…] zdobyli nas i nasze dobra przez ich przeklętą lichwę […]”, po czym dodaje, że taki stan rzeczy czyni z chrześcijan żydowskich niewolników.
Traktat O Żydach i ich kłamstwach zawiera także konkretne postulaty rozprawy z Żydami, streszczające się w siedmiu punktach:
1. „podpalać ich synagogi i szkoły, a co nie da się spalić, na to narzucić ziemi i przysypać, żeby żaden człowiek nie oglądał po wieki ani kamienia, ani szlaki” (daß man ihre Synagoga oder Schule mit Feur anstecke, und was nicht verbrennen will, mit Erden uberhäufe und beschütte, daß kein Mensch ein Stein oder Schlacke davon sehe ewiglich)
2. „niszczyć też i burzyć ich domy” (daß man auch ihre Häuser desgleichen zebreche und zerstöre)
3. „zabierać im wszystkie ich modlitewniki i Talmudy” (daß man ihnen nehme alle ihre Betbüchlin und Talmudisten)
4. „na przyszłość ich rabinom pod karą śmierci zabronić nauczania” (daß man ihren Rabbinnen bei Leib und Leben verbiete, hinfurt zu lehren)
5. „całkowicie odebrać żydom prawo do glejtów ochronnych” (daß man den Jüden das Geleit und Straße ganz und gar aufhebe)
6. „zakazać im lichwy […] oraz skonfiskować wszelką gotówkę, klejnoty, złoto i srebro” (daß man ihnen den Wucher verbiete […] und nehme ihnen alle Baarschaft und Kleinod an Silber und Gold, und lege es beseit zu verwahren)
7. „zmusić do zarabiania na chleb w pocie czoła” (daß man […] lasse sie ihr Brod verdienen im Schweiß der Nasen).

## Odbiór antysemickich tez Lutra w świecie współczesnym
Antysemickie pisma Lutra w XX wieku cytowali nazistowscy ideolodzy: Alfred Rosenberg i Julius Streicher, tłumacząc w ten sposób przyczyny prześladowań i zbrodni ludobójstwa (holocaust).
Po II wojnie światowej Kościoły ewangelickie zaczęły oficjalnie dystansować się od antyżydowskich poglądów ojca reformacji. M.in. Kościół Ewangelicko-Luterański Bawarii wydał w 1998 oświadczenie dotyczące stosunków chrześcijańsko-żydowskich, w którym określił swój krytyczny stosunek do przejawów antysemityzmu w teologii Lutra.